# Чжу Гуанху
Чжу Гуанху (кит.: 朱廣滬, нар. 25 вересня 1949, Шанхай) — китайський футболіст, що грав на позиції півзахисника. По завершенні ігрової кар'єри — тренер. Працював з національною збірною Китаю, 

## Ігрова кар'єра
У дорослому футболі дебютував 1961 року виступами за команду клубу «Баї», в якій провів одинадцять сезонів. 
1972 року перейшов до клубу «Шанхай Шеньхуа», за який відіграв 8 сезонів. Завершив професійну кар'єру футболіста виступами за команду «Шанхай Шеньхуа» у 1980 році.

## Кар'єра тренера
Завершивши виступи на футбольному полі, перейшов на тренерську роботу, очоливши одну з молодіжних команд «Шанхай Шеньхуа». Згодом працював з декількома іншими молодіжними командами.
1997 року очолив тренерський штаб молодіжної збірної Китаю, а з наступного року став помічником британця Боба Гафтона у тренерському штабі національної збірної країни.
Згодом протягом 2000–2005 років тренував команду клубу «Шеньчжень Шанциньїнь». 2004 року привів команду до перемоги у Китайській Суперлізі.
Після успіхів на клубному рівні отримав у березні 2005 року очолити національну збірну Китаю із завданням кваліфікуватися на чемпіонат світу 2010 року. Проте пропрацював з національною командою лише до літа 2007 року. Був звільнений після тогорічного Кубка Азії, який китайці провалили, не подолавши груповий етап континентальної першості уперше за попередні 27 років. 
Згодом знову працював на клубному рівні, очолював «Ухань Оптікс Веллі» та «Гуйчжоу Женьхе».

## Титули і досягнення
- Чемпіон Китаю: 2004
- Переможець Кубка Східної Азії: 2005